# Ульссон, Гуннар (гребец)
Гу́ннар А́льфред У́льссон (швед. Gunnar Alfred Olsson; 26 апреля 1960, Тимро) — шведский гребец-байдарочник, выступал за сборную Швеции в конце 1980-х — начале 1990-х годов. Серебряный призёр летних Олимпийских игр в Барселоне, серебряный и бронзовый призёр чемпионатов мира, победитель многих регат национального и международного значения.

## Биография
Гуннар Ульссон родился 26 апреля 1960 года в городе Тимро, лен Вестерноррланд. Активно заниматься греблей начал с раннего детства, проходил подготовку в местном каноэ-клубе под названием «Фагервикс» и в одном из спортивных клубов Карлстада.
Первого серьёзного успеха на взрослом международном уровне добился в 1988 году, когда попал в основной состав шведской национальной сборной и благодаря череде удачных выступлений удостоился права защищать честь страны на летних Олимпийских играх в Сеуле — в зачёте одиночных байдарок на дистанции 1000 метров сумел дойти до финальной стадии турнира, но в решающем заезде финишировал лишь пятым.
В 1990 году Ульссон побывал на чемпионате мира в польской Познани, откуда привёз награду бронзового достоинства, выигранную на десятикилометровой дистанции в четвёрках. Будучи одним из лидеров шведской гребной команды, благополучно прошёл квалификацию на Олимпийские игры 1992 года в Барселоне — в программе байдарок-двоек на тысяче метрах вместе с напарником Калле Сундквистом завоевал серебряную медаль, пропустив вперёд лишь экипаж из Германии, тогда как на пятистах метрах они показали пятый результат.
После двух Олимпиад Гуннар Ульссон ещё в течение нескольких лет оставался в основном составе национальной сборной Швеции и продолжал принимать участие в крупнейших международных регатах. Так, в 1993 году он выступил на мировом первенстве в Копенгагене, где в паре с тем же Сундквистом стал бронзовым призёром на тысяче метрах и серебряным призёром на десяти тысячах метрах. Вскоре по окончании этих соревнований принял решение завершить карьеру профессионального спортсмена, уступив место в сборной молодым шведским гребцам.
Его младшая сестра Анна Ульссон тоже является довольно известной гребчихой-байдарочницей, олимпийская чемпионка 1984 года.